# Metraria
Metraria is een geslacht van schimmels uit de orde van de Agaricales. De familie is nog niet eenduidig bepaald (incertae sedis).

## Soorten
Volgens Index Fungorum telt het geslacht twee soorten (peildatum januari 2023):
| Soortnaam         | Auteur(s) | Publicatiejaar |
| ----------------- | --------- | -------------- |
| Metraria brevipes | Wakef.    | 1912           |
| Metraria insignis | Sacc.     | 1891           |